# Exuperius
Exuperius é um gênero de mariposa pertencente à família Crambidae.